# NS 400
De NS-locserie 400 is een dieselelektrische locomotief die tussen 1947 en 1961 werd ingezet door de Nederlandse Spoorwegen.
Gebaseerd op het ontwerp van de locomotor werd in de jaren 40 een lichte diesellocomotief ontworpen van een iets zwaardere uitvoering die ook geschikt zou zijn voor het rijden van goederentreinen. Vanwege hun verwantschap met de Sik werden zij ook wel Grote Sikken genoemd.
Na de Tweede Wereldoorlog werden door Werkspoor te Utrecht in 1947-1948 vijftien locomotieven van dit type gebouwd, met de nummers 401-415. Zij waren zoals bij alle locomotieven toen nog gebruikelijk olijfgroen geschilderd.

## Buitendienststelling
De 400-en bleken in de praktijk toch minder goed te voldoen en in de loop van de jaren 50 kwam een groot aantal locomotieven van de serie 600 beschikbaar die hetzelfde werk konden doen. Daarom werd de serie 400 al na ruim tien jaar buiten dienst gesteld. Zij werden afgevoerd in 1958-1961. Er zijn geen exemplaren bewaard gebleven.
De dieselmotoren kregen nog een tweede leven in binnenvaartschepen.